# Černohorská rašelina
Černohorská rašelina byla přírodní památka ev. č. 2455 poblíž obce Janské Lázně v okrese Trutnov. Oblast spravuje Správa KRNAP. Památka byla zrušena k 1. dubnu 2008 začleněním památky pod NP Krkonoše.

## Důvod ochrany

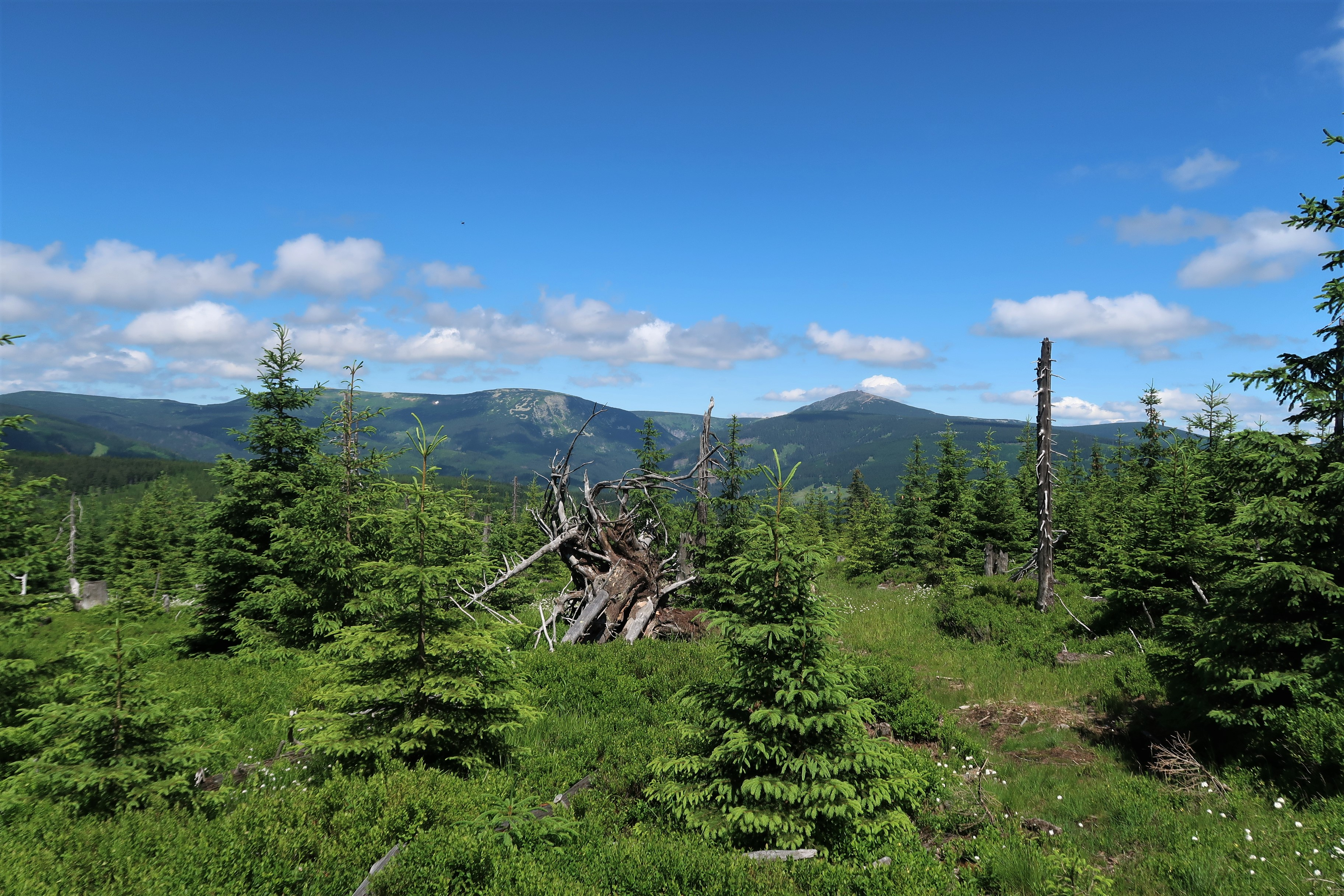
Pohled z Černohorského rašeliniště severním směrem, vpravo Sněžka

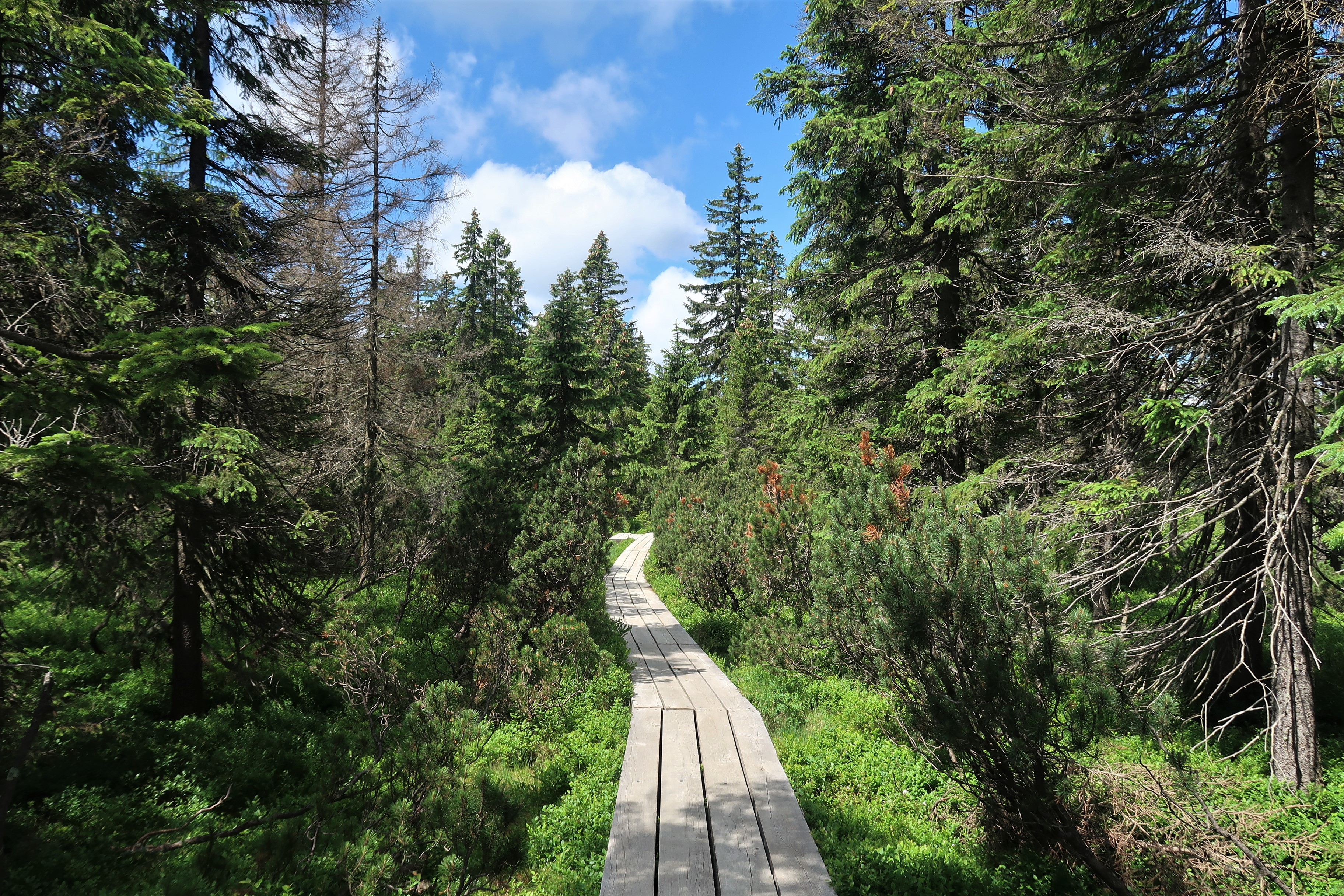
Naučná stezka po Černohorském rašeliništi

Důvodem ochrany bylo horské rašeliniště po obvodu zarostlé kosodřevinou.

## Poloha
Rašeliniště se nachází v plochém sedle mezi krkonošskými vrcholy Černá hora a Světlá. Odvodňováno je Černohorským a Javořím potokem, pravými přítoky Úpy. Prostorem rašeliniště je vedena okružní naučná stezka Černohorská rašelina s odbočkou k dřevěné rozhledně. Východištěm stezky je rozcestí v Javořím dole na červené turistické značce spojující Lučiny a Černou horu.